# Aegilops umbellulata
Aegilops umbellulata är en gräsart som beskrevs av Petr Michajlovitj Zjukovskij. Aegilops umbellulata ingår i släktet bockveten, och familjen gräs. Inga underarter finns listade i Catalogue of Life.